# Byron Lawrence
Byron Alfredo Lawrence (12 tháng 3 năm 1996) là một tiền vệ người Anh. Hiện anh đang thi đấu cho Colchester United F.C..

## Thống kê sự nghiệp
Tính đến ngày 16 tháng 9 năm 2014.
| Câu lạc bộ        | Mùa bóng       | League | League    | FA Cup | FA Cup    | League Cup | League Cup | Khác | Khác      | Tổng số | Tổng số   |
| Câu lạc bộ        | Mùa bóng       | Apps   | Bàn thắng | Apps   | Bàn thắng | Apps       | Bàn thắng  | Apps | Bàn thắng | Apps    | Bàn thắng |
| ----------------- | -------------- | ------ | --------- | ------ | --------- | ---------- | ---------- | ---- | --------- | ------- | --------- |
| Ipswich Town      | 2011–12        | 1      | 0         | 0      | 0         | 0          | 0          | 0    | 0         | 1       | 0         |
| Ipswich Town      | 2012–13        | 0      | 0         | 0      | 0         | 0          | 0          | 0    | 0         | 0       | 0         |
| Colchester United | 2014–15        | 1      | 0         | 0      | 0         | 0          | 0          | 0    | 0         | 1       | 0         |
| Tổng sự nghiệp    | Tổng sự nghiệp | 2      | 0         | 0      | 0         | 0          | 0          | 0    | 0         | 2       | 0         |